# Toplița
Toplița (węg. Maroshévíz) – miasto w Rumunii, w okręgu Harghita, w Siedmiogrodzie. Liczy 13,2 tys. mieszkańców (2011).